# 馬穆拉島

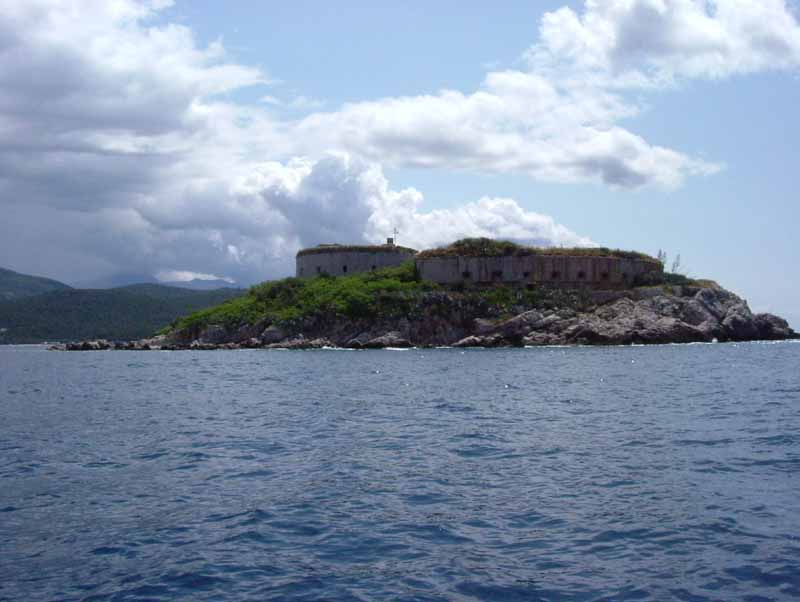

馬穆拉島是黑山的島嶼，位於該國西南部亞得里亞海，由新海爾采格負責管轄，直徑約0.2公里，最高點海拔高度16米。第二次世界大戰期間，意大利佔領蒙特內哥羅並建立傀儡政府，島被義大利軍隊用作关押戰俘、抵抗組織的集中營。

## 外部連結
- The Government of Montenegro
- Chief of State and Cabinet Members

General information
- 《世界概况》上有关Montenegro的条目
- Republic of Montenegro

Other
- Photo gallery - Mamula Island

42°23′43″N 18°33′30″E / 42.39528°N 18.55833°E